# Saint-Pierre-en-Val
Saint-Pierre-en-Val is een gemeente in het Franse departement Seine-Maritime (regio Normandië) en telt 1102 inwoners (2005). De plaats maakt deel uit van het arrondissement Dieppe.

## Geografie
De oppervlakte van Saint-Pierre-en-Val bedraagt 7,7 km², de bevolkingsdichtheid is 143,1 inwoners per km².
De onderstaande kaart toont de ligging van Saint-Pierre-en-Val met de belangrijkste infrastructuur en aangrenzende gemeenten.

## Demografie
Onderstaande figuur toont het verloop van het inwonertal (bron: INSEE-tellingen).